# Комарово (Алтайский край)
Комарово — село в Зональном районе Алтайского края России. Входит в состав Соколовского сельсовета.

## История
Основано в 1727 г. Название от фамилии первого поселенца Комаров Федор, Иван, Михаил (по сведениям Булыгина).
В деле  ЦХАФ АК. Ф. 1765. Оп. 1. Д.43 сохранилась выписка 1746г. о том, что в ревизии по д. Комарово были записаны Егор Осипович Сафронов, Григорий Кузмич и Федор Кузмич Сафроновы, Федор Фомич Вилюсов с сыном Степаном, Данил Григорьевич Волынин, П.Л. Сафронов Волынин был выходцем из Ишимского дистрикта, Е.О. Сафронов и С.Г. Сафронов из г. Тары, Вилюсов из Томской волости Ваганской слободы.
В 1759г. в Комарово проживало 49 душ мужского пола. Среди них Егор Осипоч Сафронов из Томской губернии, Федор Осипович Сафронов из Бийской крепости, П.К. Воробьев, С.К. Воробье, С.Н. Оленышев, Ф.М. Майдуров, К.И. Лукьянов, П.С. Козлов, Х. В. Безпалов, Ф.М. Евсюков, В.С. Ширков, П.Ф. Оленышев и Д.Я. Шерстобитов из д. Фоминской.
В Комарово мелочную лавку держал отставной рядовой В.О. Вилюсов, питейным управлял унтер-офицер Василий Зезигав. Мельницы имели С.Е. Вилюсов, П.П. Вилюсов,Е.И. Толмачев, И.Л. Колпаков, Г.Ф. Савинов (ЦХАФ АК. Ф. 192. Оп. 1Д. 23.)
В «Списке населенных мест Российской империи» 1868 года издания населённый пункт упомянут как заводская деревня Комарова Чарышского участка Бийского округа Томской губернии при речке Иткуль. В деревне имелось 53 двора и проживало 440 человек (204 мужчины и 236 женщин).

В 1893 году в деревне, относившейся к Бийской волости Бийского уезда, имелось 200 дворов (197 крестьянских и 3 некрестьянских) и проживало 1232 человека (640 мужчин и 592 женщины). Функционировали общественное питейное заведение и общественный хлебозапасный магазин.
По состоянию на 1911 год Комарова включала в себя 268 дворов. Население на тот период составляло 1810 человек. Действовали церковно-приходская школа, хлебозапасный магазин, две мелочных торговых лавки и две мукомольных мельницы. Деревня входила в состав Петропавловской волости Бийского уезда.

В 1926 году в деревне имелось 367 хозяйств и проживало 2113 человек (1037 мужчин и 1076 женщин). Функционировали школа I ступени, школа подростков и лавка общества потребителей. В административном отношении Комарова являлась центром сельсовета Бийского района Бийского округа Сибирского края.

## География
Село находится в восточной части Алтайского края, в пределах Бийско-Чумышской возвышенности, преимущественно на левом берегу реки Уткуль, на расстоянии примерно 17 километров (по прямой) к юго-западу от села Зональное, административного центра района. Абсолютная высота — 201 метр над уровнем моря.

Климат умеренный, континентальный. Средняя температура января составляет −18,2 °C, июля — +18,9 °C. Годовое количество атмосферных осадков — 518 мм.

## Население
| 1997 | 1998 | 1999 | 2000 | 2001 | 2002 | 2003 |
| ---- | ---- | ---- | ---- | ---- | ---- | ---- |
| 501  | ↘475 | ↗501 | ↗508 | ↗516 | ↘492 | ↗504 |
| 2004 | 2005 | 2006 | 2007 | 2008 | 2009 | 2010 |
| ↘501 | ↗510 | ↘498 | ↘475 | ↘474 | ↗483 | ↘450 |
| 2011 | 2012 | 2013 |      |      |      |      |
| ↘449 | ↘430 | ↘427 |      |      |      |      |

Согласно результатам переписи 2002 года, в национальной структуре населения русские составляли 97 %.

## Инфраструктура
В селе функционируют основная общеобразовательная школа, фельдшерско-акушерский пункт (филиал КГБУЗ «Зональная центральная районная больница») и библиотека.

## Улицы
Уличная сеть села состоит из восьми улиц и двух переулков.